# الن پالمستیرنا
الن پالمستیرنا (انگلیسی: Ellen Palmstierna; ۷ اوت ۱۸۶۹ – ۲ دسامبر ۱۹۴۱) فعال حقوق زنان، و فعال حق رأی اهل سوئد بود.
او در جنبش‌های حق رأی زنان و جنبش صلح فعال بود. در سال ۱۹۱۵، پالمستیرنا یکی از نمایندگان سوئد در کنگره بین‌المللی زنان بود که در لاهه برگزار شد. این کنگره با هدف پایان‌دادن به جنگ جهانی اول و جلب مشارکت زنان در فرآیندهای صلح برگزار شد. پالمستیرنا در جریان این رویداد با فعالان صلح‌طلب از سراسر جهان دیدار کرد و از مواضع سوئد در زمینهٔ خلع سلاح و صلح حمایت نمود. پس از پایان کنگره، او به سن پترزبورگ سفر کرد تا دربارهٔ صلح با مقامات روسیه وارد گفت‌وگو شود و در آنجا با وزیر امور خارجه روسیه دیدار کرد. این دیدار در راستای تلاش‌های دیپلماتیک غیررسمی زنان برای پایان‌دادن به خصومت‌های جهانی انجام شد.
پالمستیرنا یکی از بنیان‌گذاران سازمان («کمیته بین‌المللی زنان برای صلح پایدار») بود. این کمیته بعدها به شاخهٔ سوئدی لیگ بین‌المللی زنان برای صلح و آزادی تبدیل شد؛ سازمانی که نقش مهمی در گسترش اندیشهٔ صلح‌طلبی و تساوی حقوق زنان در سطح جهانی ایفا کرد. پالمستیرنا با تلاش بی‌وقفه در این سازمان، به چهره‌ای برجسته در میان فعالان صلح تبدیل شد. او با نوشتن مقاله‌ها، سخنرانی در مجامع بین‌المللی، و هماهنگ‌کردن فعالیت‌های سازمان در سوئد، نقشی کلیدی در ترویج ارزش‌های صلح و عدالت ایفا نمود.
در سال ۱۹۱۹، پالمستیرنا سازمان رَدا بارنن (Rädda Barnen) را بنیان نهاد که شاخهٔ سوئدی نجات کودکان (Save the Children) به‌شمار می‌رفت. او پس از تأسیس این سازمان، ریاست آن را نیز برعهده گرفت و در راستای حمایت از کودکان آسیب‌پذیر، به‌ویژه کودکان قربانی جنگ، گام‌های بزرگی برداشت. فعالیت‌های او در زمینهٔ تأمین غذا، پوشاک، سرپناه و آموزش برای کودکان نیازمند، نه‌تنها در سوئد بلکه در دیگر کشورها نیز بازتاب گسترده‌ای داشت. پالمستیرنا همچنین در سطح بین‌المللی با دیگر شاخه‌های سازمان نجات کودکان همکاری نزدیکی داشت و در تدوین برنامه‌ها و جمع‌آوری منابع برای حمایت از کودکان مشارکت می‌کرد. تلاش‌های بی‌وقفهٔ او در این زمینه، نام او را به‌عنوان یکی از پیشگامان حقوق کودک در تاریخ سوئد ماندگار کرد.

## زندگی‌نامه اولیه
الن ویلهلمینا پالمستیرنا در ۷ آوریل ۱۸۶۹ در استکهلم به دنیا آمد. او دختر اشراف‌زاده هیالمار پالمستیرنا و همسرش سوفیا شارلوتا ویلهلمینا با نام خانوادگی بلومستد بود. الن یکی از پنج فرزند این خانوادهٔ اشرافی بود که در محیطی فرهنگی و مرفه رشد یافت. خانوادهٔ پالمستیرنا از جایگاه اجتماعی بالایی برخوردار بودند و والدینش نقش مهمی در شکل‌گیری دیدگاه‌های اجتماعی و سیاسی او ایفا کردند. پالمستیرنا در محیطی پرورش یافت که در آن زنان تحصیل‌کرده و فعال در امور اجتماعی تشویق می‌شدند.
در سال ۱۸۹۶، او با بارون فابین لیلیرکروتز]] ازدواج کرد و پس از ازدواج، به همراه همسرش به شهر یونشوپینگ نقل مکان نمود. در این دوره، او بیشتر به وظایف سنتی همسرداری و زندگی در محافل اشرافی مشغول بود. با این حال، علاقه‌اش به امور اجتماعی و وضعیت زنان، در او باقی ماند و بعدها مسیر زندگی‌اش را شکل داد. زندگی زناشویی او با لیلی‌کروتس چندان پایدار نبود و در سال ۱۹۱۱، این ازدواج منحل شد. طلاق او از یک اشراف‌زاده، در آن زمان اقدامی غیرمعمول و نشانه‌ای از استقلال‌طلبی او بود.

## حرفه
پس از طلاق در سال ۱۹۱۱، پالمستیرنا به استکهلم بازگشت و زندگی جدیدی را در پیش گرفت که به فعالیت‌های اجتماعی و سیاسی اختصاص داشت. او به‌عنوان دبیر انجمن ملی حق رأی زنان (سوئد) (LKPR) فعالیت کرد؛ نهادی که برای دستیابی زنان به حقوق سیاسی و به‌ویژه حق رأی مبارزه می‌کرد. فعالیت در این انجمن، نخستین گام جدی پالمستیرنا در عرصهٔ فمینیسم و مبارزات مدنی بود.
علاوه بر آن، او به‌عنوان کتابدار در Centralförbundet för Socialt Arbete، یک نهاد فعال در زمینهٔ رفاه اجتماعی، کار کرد و از این طریق با مسائل اجتماعی و مشکلات طبقات فرودست بیشتر آشنا شد.
در پی آشنایی با ایلین وگنر، یکی از چهره‌های برجستهٔ جنبش صلح، پالمستیرنا به فعالیت در جنبش‌های صلح‌طلبانه روی آورد. در سال ۱۹۱۵، او یکی از نمایندگان سوئد در کنگرهٔ زنان برای صلح بود که در لاهه برگزار شد. پس از این کنگره، او به‌عنوان دبیر سازمان زنان صلح‌طلب سوئدی انتخاب شد؛ سازمانی که بعدها به شاخهٔ سوئدی لیگ بین‌المللی زنان برای صلح و آزادی تبدیل شد. این سمت به او اجازه داد تا نقشی محوری در هماهنگی فعالیت‌های صلح‌طلبانه ایفا کند.
پس از کنگرهٔ لاهه، پالمستیرنا به همراه جین آدامز و امیلی گرین بالچ به سن پترزبورگ سفر کرد تا نتایج کنگره را به مقامات روسی ارائه کند. آن‌ها در این سفر با سرگئی سازونوف، وزیر امور خارجهٔ روسیه، ملاقات کردند و دربارهٔ امکان برقراری صلح مذاکراتی انجام دادند. این اقدام جسورانه نمونه‌ای از دیپلماسی زنان در شرایط جنگی بود.
در سال ۱۹۱۹، پالمستیرنا یکی از بنیان‌گذاران سازمان رَدا بارنن (Rädda Barnen) بود که شاخهٔ سوئدی نجات کودکان به‌شمار